# Anne Tjerkstra
Anne Tjerkstra (Workum, 5 augustus 1946) is een Nederlandse zeiler. Hij is van 1984 tot 2008 schipper geweest bij het SKS skûtsjesilen. Daarnaast is hij een kunstschilder.

## Biografie
Anne Tjerkstra werd geboren als zoon van de skûtsjeschipper Bernardus Tjerkstra uit Het Heidenschap (It Heidenskip). Hij zou geboren zijn op het skûtsje Twee Gebroeders. Later zou Anne Tjerkstra zelf het skûtsje uit 1905 als bemanningslid hebben bevaren, toen het de naam Pelikaan had, in 1988 werd dit De Harmonie.
Anne Tjerkstra heeft vanaf 1964 als bemanningslid gezeild op de skûtsjes van onder meer Eernewoude, Grouw, Joure en Langweer. Van 1984 tot 1999 was hij schipper op het skûtsje van Joure. Hij haalde een tweede plaats in 1989 en een derde plek in 1990, 1992, 1994, 1996 en 1999. In 2000 is hij overgestapt op het skûtsje van Langweer, waarmee hij meestal in de middenmoot zeilde. Hij staat hoog in het Vleugelklassement (rangschikking van de succesvolste skûtsjeschippers aller tijden).
In 2008 stopte hij als schipper. Daarna werd hij bemanningslid en adviseur bij zijn schoonzoon Douwe Visser, die schipper is van Grouw. Hij deed niet onder voor de jongere bemanningsleden, want toen hij de 70 al ruim gepasseerd was liet hij zich nog tijdens de wedstrijden in de (circa 20 meter hoge) mast hijsen om het zeil bij te stellen.
Tjerkstra was onderhoudsmonteur tot hij van het zeilen zijn beroep kon maken. Hij werd aangesteld als schipper van het Statenjacht Friso, een boeier waarmee de provincie Friesland regelmatig gasten ontvangt. Hij zeilde van 1975 tot 2007 met de Commissarissen van de Koning(in) Hedzer Rijpstra, Hans Wiegel, Loek Hermans en Ed Nijpels, die als gastheer optraden.
Anne Tjerkstra heeft driemaal de Elfstedentocht geschaatst. Hij behoorde ook tot een groepje enthousiaste schaatsers die de Elfstedentocht al schaatsten voordat het ijs betrouwbaar genoeg was voor de officiële tocht.
Als kunstschilder heeft hij onder meer portretten geschilderd van ongeveer 80 skûtsjeschippers op een zeildoek van 9 bij 4,5 meter. Die portretten zijn tentoongesteld in het Fries Scheepvaartmuseum in Sneek en (deels) opgenomen in enkele boeken met schippersverhalen.  